# Джокьякарта (особый округ)
Особый округ Джокьяка́рта (индон. Daerah Istimewa Yogyakarta, яв. ꦣꦲꦺꦫꦃꦲꦶꦯ꧀ꦡꦶꦩꦺꦮꦔꦪꦺꦴꦒꦾꦏꦂꦠ Dhaérah Istiméwa Yogyakarta, произносится на яванском joɡjaˈkartɔ) — регион в Индонезии. Занимает предпоследнее место по площади среди регионов Индонезии, опережая только особый столичный округ Джакарту. Административный центр округа — город Джокьякарта. На территории округа сохранились средневековые яванские монархии — султанат Джокьякарта и княжество Пакуаламан. Губернатор округа избирается всенародным голосованием, но эту должность занимают только султаны Джокьякарты и князья Пакуаламана.

## География
Округ располагается на южном побережье острова Ява. На юге омывается Индийским океаном, с суши окружён провинцией Центральная Ява. Площадь — 3133 км², население в 2010 году — около трёх с половиной миллионов человек. Особый округ Джокьякарта, наряду с Джакартой, имеет самую большую плотность населения среди провинций Индонезии.
Недалеко от города Джокьякарта расположен вулкан Мерапи, извержения которого наносят большой урон населению округа. В октябре-ноябре 2010 года произошло сильное извержение вулкана, из-за которого около ста тысяч человек были вынуждены временно покинуть свои дома.

## История

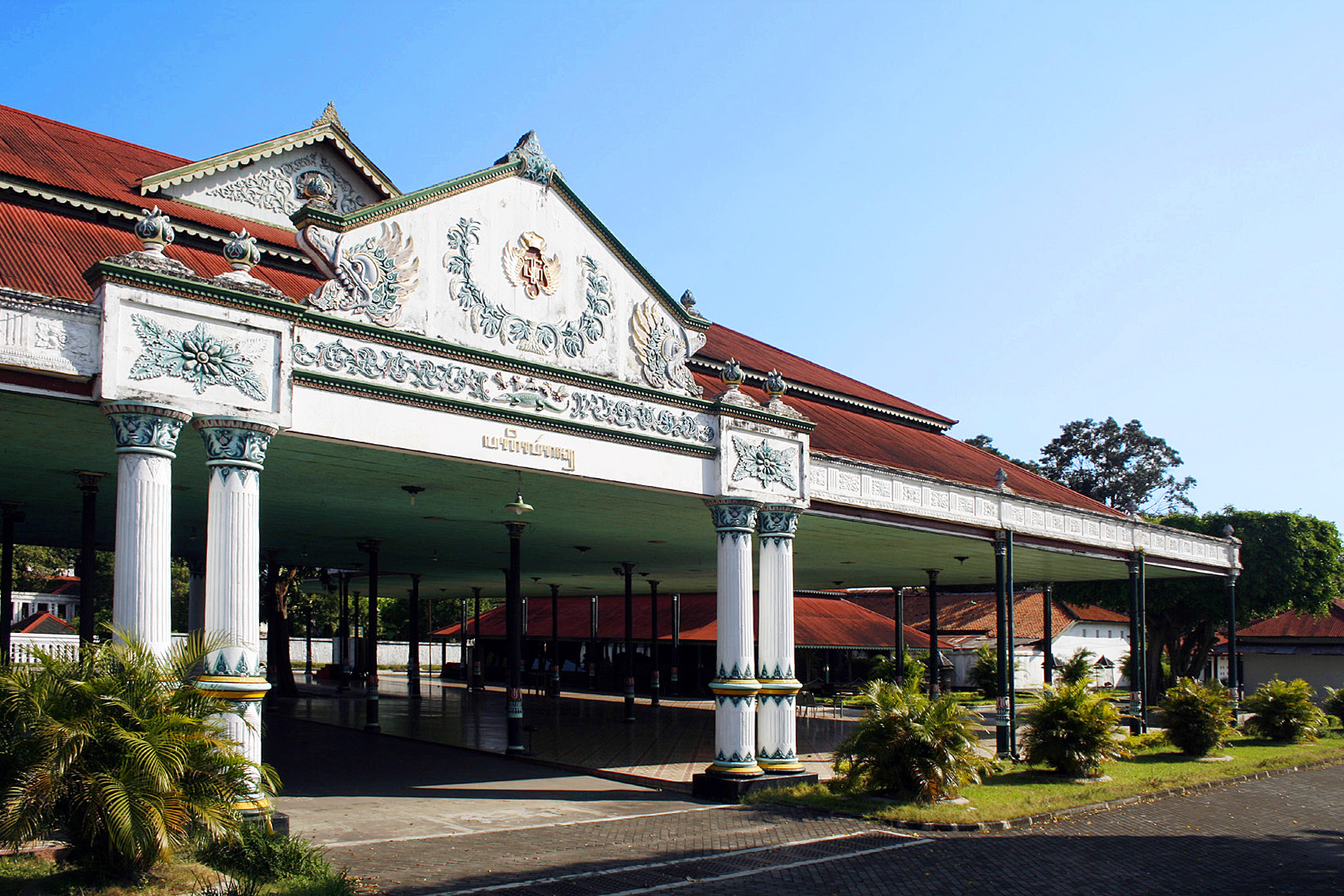
Дворец (кратон) султана Джокьякарты

Особый округ Джокьякарта был создан 3 августа 1950 года, в его состав вошли султанат Джокьякарта и княжество Пакуаламан. Первым губернатором округа стал султан Хаменгкубувоно IX, первым вице-губернатором — Паку Алам VIII. В 1989 году, после смерти Хаменгкубувоно IX, Паку Алам VIII занял пост губернатора. В 1998 году губернатором был избран Хаменгкубувоно X, который затем переизбирался на этот пост ещё дважды.

## Административное деление
Джокьякарта подразделяется на четыре района (кабупатена) и один город (кота):
| № | Округа              | Адм. центр  | Территория, км² | Население, чел. (2010) |
| - | ------------------- | ----------- | --------------- | ---------------------- |
| 1 | Округ Бантул        | Бантул      | 506,86          | 910 572                |
| 2 | Округ Гунунг Кидул  | Воносари    | 1485,36         | 674 408                |
| 3 | Округ Кулон Прого   | Ватес       | 586,27          | 388 755                |
| 4 | Округ Слеман        | Слеман      | 574,82          | 1 090 567              |
| 5 | Джокьякарта (город) | Джокьякарта | 32,50           | 388 088                |
|   | Всего               |             | 3185,81         | 3 452 390              |

## Транспорт
На территории округа действует, международный аэропорт Джокьякарта, а также аэропорт имени Адисукипто, а также две железнодорожные станции — Джокьякарта и Лемпуянган (индон. Lempuyangan). В округе Бантул находится автовокзал Гиванкан (индон. Giwangan) — крупнейший автовокзал Индонезии.
Город Джокьякарта окружён кольцевой автодорогой.
С 2008 года в особом округе Джокьякарта начала функционировать система скоростного автобусного транспорта Trans Jogja.

## Образование
В Джокьякарте находится более ста университетов — больше, чем в любой другой провинции Индонезии.
Университет Гаджа Мада — один из трёх ведущих университетов Индонезии, также считается одним из лучших университетов всей Юго-Восточной Азии. Также широко известны Джокьякартский государственный университет и Индонезийский исламский университет — первое частное высшее учебное заведение в Индонезии.

## Побратимские связи
Особый округ Джокьякарта имеет побратимские связи со следующими регионами и городами:
- штат Калифорния, США[8]
- Ипох, Малайзия
- префектура Киото, Япония[9]